# Municipio de Island
El municipio de Island (en inglés: Island Township) es un municipio ubicado en el condado de Sebastian en el estado estadounidense de Arkansas. En el año 2010 tenía una población de 366 habitantes y una densidad poblacional de 7,7 personas por km².

## Geografía
El municipio de Island se encuentra ubicado en las coordenadas 35°24′54″N 94°6′27″O / 35.41500, -94.10750. Según la Oficina del Censo de los Estados Unidos, el municipio tiene una superficie total de 47.51 km², de la cual 40.92 km² corresponden a tierra firme y (13.87%) 6.59 km² es agua.

## Demografía
Según el censo de 2010, había 366 personas residiendo en el municipio de Island. La densidad de población era de 7,7 hab./km². De los 366 habitantes, el municipio de Island estaba compuesto por el 93.72% blancos, el 0.27% eran afroamericanos, el 0.82% eran amerindios, el 0.27% eran asiáticos, el 0.27% eran isleños del Pacífico, el 3.83% eran de otras razas y el 0.82% pertenecían a dos o más razas. Del total de la población el 3.55% eran hispanos o latinos de cualquier raza.